# Єдисанська орда

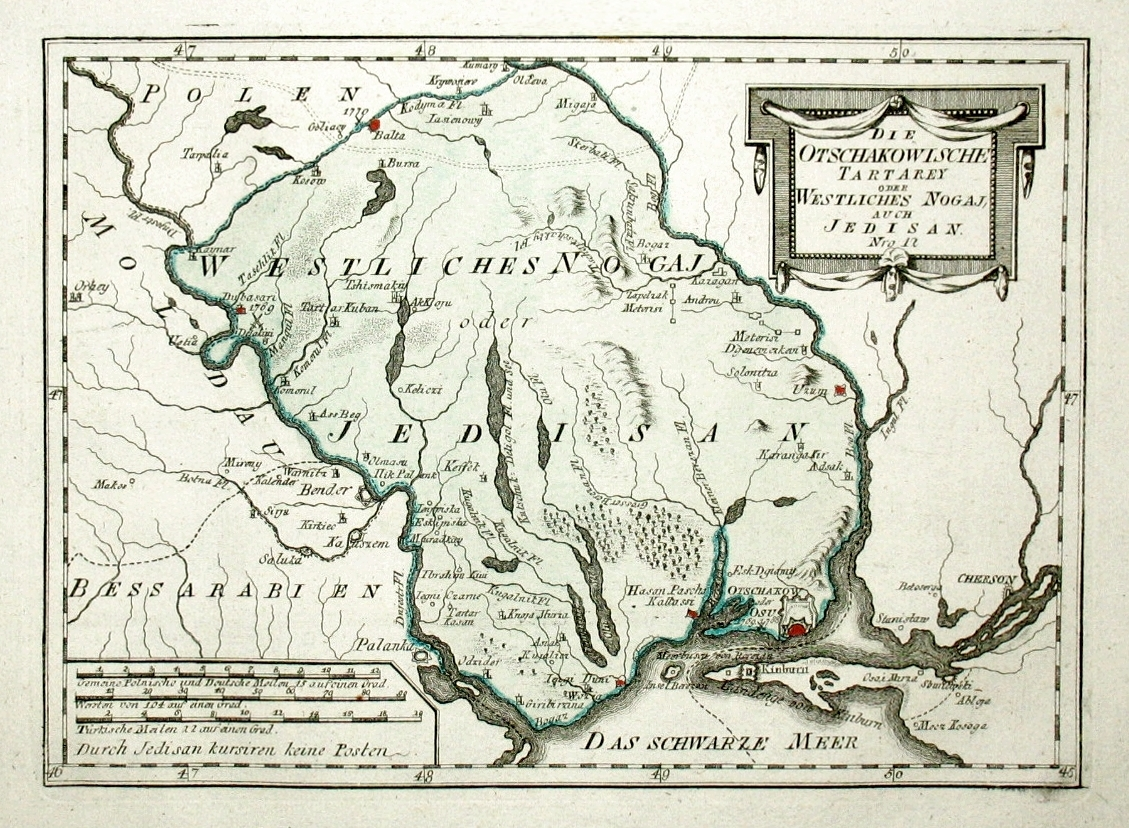
Територія Єдисанської орди на мапі 1790 року

Єдиса́нська орда́, Очаківська орда — відгалуження Малої Ногайської орди, що займало південні степи між Дніпром (пониззям Дніпра), Південним Бугом і Дністром, від узбережжя Чорного моря (на північ) до річки Кодими, в деякі часи — до Саврані.
Центром орди був Очаків, який з навколишньою місцевістю підпорядковувався безпосередньо Османській імперії. Решта території Єдисанської орди перебувала у васальній залежності від Кримського ханства. На чолі орди стояв каймакам або сераскер.
Головні напрями господарства — скотарство, торгівля і частково землеробство. Єдисанська орда брала участь у нападах на українські та інші землі.
В ході російсько-турецької війни 1768—1774 орда у 1770 році визнала протекторат Російської імперії і невдовзі була ліквідована. Людність переселено в 1771 році на Кубань, а в 1790 році — у межиріччя Молочних Вод і Берди.
Після Кримської війни 1853—1856 років єдисанські ногаї емігрували на османську територію — у степи Південної Бессарабії.